# Berzé-la-Ville
Berzé-la-Ville è un comune francese di 537 abitanti situato nel dipartimento della Saona e Loira nella regione della Borgogna-Franca Contea.

## Società

### Evoluzione demografica
Abitanti censiti

## Amministrazione

### Gemellaggi
- Ausonia[2]